# HD 7758
HD 7758 è una stella gigante arancione di magnitudine 6,27 situata nella costellazione di Andromeda. Dista 1531 anni luce dal sistema solare.

## Osservazione
Si tratta di una stella situata nell'emisfero celeste boreale. La sua posizione è fortemente boreale e ciò comporta che la stella sia osservabile prevalentemente dall'emisfero nord, dove si presenta circumpolare anche da gran parte delle regioni temperate; dall'emisfero sud la sua visibilità è invece limitata alle regioni temperate inferiori e alla fascia tropicale. Essendo di magnitudine pari a 6,3, non è osservabile ad occhio nudo; per poterla scorgere è sufficiente comunque anche un binocolo di piccole dimensioni, a patto di avere a disposizione un cielo buio.
Il periodo migliore per la sua osservazione nel cielo serale ricade nei mesi compresi fra settembre e febbraio; nell'emisfero nord è visibile anche per un periodo maggiore, grazie alla declinazione boreale della stella, mentre nell'emisfero sud può essere osservata solo durante i mesi della tarda primavera e inizio estate australi.

## Caratteristiche fisiche
La stella è una gigante arancione 8,3 volte più massiccia del Sole, l'età è stimata essere di soli 35 milioni di anni, nonostante sia una stella molto più giovane del Sole ha già terminato l'idrogeno nel suo nucleo da trasformare in elio ed è uscita dalla sequenza principale per entrare nello stadio di gigante. possiede una magnitudine assoluta di -2,09 e la sua velocità radiale negativa indica che la stella si sta avvicinando al sistema solare.